# Núvol de paraules

Núvol de paraules amb termes relacionats amb la Web 2.0.

Un núvol de paraules (tag cloud o word cloud en anglès) és una representació visual de les paraules que conformen un text, on la mida és més gran per a les paraules que apareixen amb més freqüència. Els núvols de paraules s'utilitzen bàsicament per a destacar les etiquetes més importants en els directoris o llocs web. És un terme de la semàntica lingüística. És possible classificar les paraules per ordre alfabètic, per popularitat o per representació dins del lloc. Un núvol de paraules es pot definir com una mena de semàntica condensada d'un text.
El lloc web de compartició de fotos Flickr va ser el primer a implementar aquest sistema de contingut. La idea prové d'un sistema de visualització de llocs web ideat per Jim Flanagan.

## Tipologia
Existeixen dues grans famílies de núvols de paraules. Aquestes categories es distingeixen més pel seu valor semàntic que per la seva aparença.
- La primera família de núvol de paraules classifica els conceptes segons el criteri de la repetició d'una paraula en un article. Es tracta, doncs, d'una metadada que permet simbolitzar per ordre d'importància els conceptes que recobreix l'article en curs d'un cop d'ull les tendències del moment a través dels termes, tornant més sovint als llocs web sindicats.[1]

- El segon, més transversal, reagrupa al núvol les paraules clau més sovint a un lloc web o a un anuari de llocs web. Es tracta de posar endavant la popularitat d'un concepte, que ha federat diversos lligaments en un lloc web o un conjunt llocs web. Allò és particularment útil si fem servir una navegació transversal, permetent escombrar la integritat del contingut del lloc web a través del fil conductor de la paraula clau per la qual un s'interessa. En el cas d'un lloc web com Flickr o Technorati, el núvol de paraules permet, llavors, mesurar d'un cop d'ull les tendències del moment a través dels termes, tornant més sovint als llocs web sindicats.[1]

## Aspecte visual
Els núvols de paraules han estat subjectes d'investigació en uns quants estudis. En el següent resum, trobem una visió de conjunt dels resultats de la investigació feta per Lohmann et al.:
- Mida de l'etiqueta: Les etiquetes grans atreuen més atenció de l'usuari que les etiquetes petites (efecte influït per altres propietats, p. ex. nombre de caràcters, posició, etiquetes veïnes).
- Escannejat: Els usuaris "escannegen" més els núvols d'etiquetes que les lectures.
- Centrant-se: Les etiquetes al mig del núvol atreuen més atenció de l'usuari que les etiquetes a prop dels extrems (efecte influït per la disposició).
- Posició: El quadrant de l'esquerre superior rep més atenció de l'usuari que els altres (Costums de lectura occidentals).
- Exploració: Els núvols de paraules proporcionen suport subòptim quan es busquen etiquetes o paraules específiques (si aquestes no tenen una mida de font gaire gran).